# سعيد الدعجاني
سعيد بن عبد الله بن عبد الرحيم بن صالح بن حسن الدعجاني (1337 هـ - 20 ذو الحجة 1434 هـ) عالم دين سعودي.

## مولده ونشأته
ولد في محافظة بلجرشي في قرية دار القرى في العام 1337 هـ. أرسله والده وهو في الثامنة من عمره للعمل وطلب العيش في جده ومكة. فعمل في عدد من الأشغال المتاحه وقتئذ مع عدد من أقرانه.
قدر له ان التقى محمد المرزوقي الذي تنبه لنبوغه فأخذ بيده ووجهه لتعلم العلوم الشرعية وأرشده إلى عدد من المراجع. وكان لعلاقته ببيت محمد نصيف اثرا كبيراً في استزادته من العلوم الشرعية. وتعلم أصول التجارة بتوجيه من عبد الله باعشن الذي اشركة في دكانه. افتتح أول متجرا له لبيع (الأرزاق) - الرز والشاي والسكر - في شارع قابل عام 1360 هـ ثم توسع وانتقل إلى شارع الخاسكيه في مدينة جدة. وبقي جل حياته في مدينة جدة يمارس البيع والشراء ويواظب على حلق العلم.
تزوج وهو في العشرين من عمره من «عزة بنت محمد بن حسن المثري». ورزق منها بسبعة أبناء وتسعة بنات توفي منهن ثلاث بنات وهن صغار. أوكل أعمال التجارة إلى أخيه محمد الدعجاني ليتفرغ هو إلى الدعوة إلى الله مقيما ومسافرا بين يدي الله. انتقل خلال عمره المديد إلى مئات القرى والهجر في السعودية واقام بين اهلها اياما وليالي صرفها في تعليمهم القرآن وأصول التوحيد. وقد كان لهذه الرحلات اثرا كبيرا في توجيه أبناء القرى والهجر إلى مدارس تحفيظ القرآن والتي كان عافاه الله ورفقاءه ينشئوونها ويمولونها في كل قرية وهجره... وقد أسهم أيضا في تشجيع الشباب والشابات على الانخراط في التعليم النظامي متى ماوجدت المدارس... وكان يبين للأهالي فضيلة العلم مما أسهم في تغيير مفاهيم لطالما سادت. وكان لهذه الرحلات ثمار عظيمه حيث ازداد الإقبال على المدارس وكان لمخرجاتها عظيم الأثر في المجتمع. وقد تخرج في مدارس التحفيظ عدد من القراء الاعلام منهم علي جابر الإمام الآسبق للحرم المكي وعبد الباري الثبيتي امام الحرم المدني وعبد الله الجهني امام الحرم المكي وعلي الحذيفي امام الحرم المدني، خالد عبد الكافي، د. خالد الغامدي امام الحرم المكي بالإضافة إلى عبد الله بصفر الأمين العام للهيئة العالمية للقرآن الكريم وعدد غير قليل من القراء والعلماء.

## شيوخه
قرأ على عدد غير قليل من العلماء منهم:
- الشيخ محمد بن سعيد [2]
- حسن عرب: القرآن والتجويد في مسجده بالهنداويه بجده.
- صالح الفلسطيني المعروف بالعشماوي: في علوم اللغة والنحو والصرف والبلاغة وقد كان نزيلاً لدار الشيخ سعيد مذ عام 1376 هـ وحتى قبل وفاته بقليل.
- عبد الله أفلح الزبيدي من علماء اليمن: الفرائض وبعض كتب الحديث والعقيدة. وقد كان ينزل في دار ضيافة الشيخ سعيد المخصصه لضيافة العلماء وطلاب العلم لأشهر في كل عام.
- العلامة اليمني عبد الله الحميري: في تفسير الشوكاني وفتح الباري.
- أحمد الدهلوي مدير دار الحديث الخيرية بالمدينة المنورة: في بلوغ المرام وفتح الباري وشرحه سبل السلام إضافة إلى عدد من كتب الحديث والسنة النبوية.

وعدد غير قليل من المشائخ وطلاب العلم وعلى الأخص القادمين من خارج البلاد السعودية من امثال أحمد الحسون أحمد الغزالي ومحمدالبنا وأحمد الطاحون ومصطفى العالم وغيرهم من الإخوان الذين فروا من جحيم الفتن في بلدانهم فأستضافهم في دار ضيافته لسنوات.
سافر إلى الخرج للتعرف على سماحة عبد العزيز بن باز في عام 1370 هـ وقد اشتهر ابن باز بورعه وعدله في القضاء فرشحه ابن باز مساعدا له في شؤون فتيا الطلاق في مدينة جده.. وقد كان ابن باز يفتي بأمر من الملك فيصل بن عبد العزيز خارج اسوار المحاكم الشرعية. تنامت علاقتهما حتى أن استوكله لشؤونه الخاصة في جده ومكه وأستنابه في جده في فتيا الطلاق المفوض به.
وفي العام 1385 هجريه التقى محمد بن صالح العثيمين في جده وعملا سويا في توعية الحجاج والمعتمرين لسنين طويلة وقد كان ابن عثيمين صديقاً خاصاً ومقرباً جداً حتى انه توفي وهو بقربه. 
وفي نفس العام تعرف على محمد ناصر الدين الألباني ورافقه في الحج في مخيمات الدعوة والإرشاد وقتئذ، وقد تأثر بعلم الألباني الواسع والمتخصص في علوم الجرح والتعديل وتخريج الأحاديث.

## وظائفه
تدرج في عدد من الوظائف الحكومية كما تقلد عدد من المناصب التشريفية في عدد من الجمعيات والمشروعات الخيرية. فعمل في الوظائف الحكومية التالية:
- واعظا ومرشدا تابعا لرئاسة هيئات الأمر بالمعروف والنهي عن المنكر.
- واعظا ومرشدا تابعا لرئاسة القضاء.
- وكيلا للجامعة الإسلامية بالمدينة المنورة(في جدة) ابان رئاسة الشيخ عبد العزيز بن باز.
- مديرا لمكتب التوعية الإسلامية بجدة
- امام وخطيب (الجمعة) في الديوان الملكي لمسجد الملك فيصل بن عبد العزيز.

أما الوظائف الفخرية فمنها:
- عضوا في دار الحديث الخيرية بمكة المكرمة
- رئيسا فخريا لمجلس إدارة المكتب التعاوني للدعوه الإسلامية بجده.
- رئيسا للمشروع الخيري لمساعده الشباب على الزواج بجده.

## رحلاته
شرع في رحلاتة الدعوية منذ مطلع السبعين هجري. وفي عام 1376 هـ قام بجولات دعويه شملت كافة الأودية المتاخمة لطريقي المدينة ومكه مثل قديد، سلم، البرزة، عسفان، ام الجرم، سايه وستاره والخوار وشملت أيضا بدر، ينبع ورابغ واسس بها جماعات لتعليم القرآن والتوحيد. ثم تنامى الحلم في ظل الدعم اللا محدود من الأمير فيصل بن عبد العزيز وبمسانده ماليه من بعض المحسنين منهم حسن عباس شربتلي ومحمد بن عوض بن لادن وغيرهم من المحسنين. تنقل مع رفيقي دربه محمد يوسف سيتي وطبيب العيون الدكتور مصطفى غلام (وهما من دعاة الباكستان) في عدد من مدن المملكة. فأنشأوا 15 عشر مدرسة تقريبا في المدينة المنورة ثم عدد من المدارس في القصيم بطلب من عبد الله السليمان الحميد ثم عدد من المدارس في الرياض والتي اقاموا عليها أحمد بن سنان ثم عبد الرحمن الفريان في عام 1383 للهجره نزولا عند رغبة محمد بن إبراهيم مفتي السعودية، وفي الطائف وبلاد غامد وزهران وجدة ومكة. وفي مطلع الثمانين للهجره قدم حسن عباس شربتلي لمشروع مدارس تحفيظ القرأن سياراتا جيب وبعض المال فتنامت المجهودات في إنشاء مدارس تحفيظ القرآن الكريم لتشمل عدد غير قليل من القرى والهجر النائية والواقعة في مناطق وعرة. وقد كان لنخبة من فضيلة العلماء ورجال الأعمال ايادي بيضاء على المشروع منهم محمد صالح باحارث حيث كان له جهدا مشكورا في دعم وإدارة المشروع الذي انتقل مؤخرا إلى أحمد صلاح جمجوم. ثم رأى محمد يوسف سيتي الممول الرئيس لمشروع تأسيس مدارس تحفيظ القرآن أن تمتد هذه الدعوة الطيبة لتشمل السودان بدعم من بعض دعاة السودان ومنهم حسن الترابي وذلك في العام 1384 هجريا. وكان المشروع يهدف إلى إنشاء خمسين مدرسة في الخرطوم وام درمان وبورت سودان. ولكن لم يتأكد لهم غير إنشاء عشره مدارس في بورت سودان استمر لها الدعم برواتب المدرسين ومكافاءت الطلاب لعدة سنين تخرج فيها عدد من قراء وعلماء السودان. وفي 1375 هجري التقى مع عبد الله القرعاوي (المؤسس الفعلي لما عرف بمدارس الجنوب) وتعاضدا على الخير وبالخير فعمل معه لإنشاء ما يربو على ثلاث واربعين مدرسة منها أربعة مدارس خصصت للبنات. وقد سبق ذلك إنشاءه أول مدرسة نسويه لتحفيظ القرآن في بيته في الهنداوية بجده في مطلع السبعين هجري.
زار في مطلع التسعين هجري بنغلاديش مع عدد من العلماء وطلبة العلم من السعودية منهم عبد الله بن قعود وذلك بدعوه رسميه من مؤسسي المؤتمر السنوي الإسلامي والذي يربو حضوره السنوي على مليوني شخص. وقد القى في هذا المؤتمر عدد من المحاضرات والخطب. وقد كان هذا المؤتمر انطلاقه لعدد من المحافل المشابهة في السنوات التي تلتها.
في العام 1409 هجريه وبدعوة من أحد الجمعيات الخيرية بدولة الكويت القى عددا من المحاضرات والخطب في المخيمات الصيفيه والجوامع. وقد كان وصديق دربه أبو بكر الجزائري ضيفا الحفل. وزار عدد من الدول قام خلالها بالدعوة إلى الله كان من بينها بريطانيا (في الأعوام 1401 و 1402 هجريه) وأمريكا (في العام 1412 هجريه). وقد القى محاضرات عده في المركز الإسلامي في العاصمة الأمريكية ومحاضره في المركز الدعوي التابع لجامعة الأمام محمد بن سعود.

## أعماله
بالأضافة إلى مساهماته في إنشاء مدارس تحفيظ القرآن الخيرية مع محمد يوسف سيتي صاحب الفكرة والممول الرئيس للمشروع في عدد من مدن وقرى وهجر المملكة وفي بعض الدول الإسلامية فأن له عافاه الله اياد بيضاء في إنشاء مدرسة دار الحديث الخيرية التي استمر عضوا في مجلس ادارتها لسنين طويله وكذلك المساهمة في إنشاء المدرسة السلفيه في محافظة بلجرشي وهي قائمه حتى تأريخه. وقد ساهم في إنشاء عدد من الجمعيا ت والمشروعات الخيرية التي ما زال عضوا في بعضها ورئيسا لمجلس إدارة بعضها مثل الجمعية الخيرية لمساعدة الشباب على الزواج والتي انشئت بدعم من فريح العقلا ورجل الأعمال عبد الله السبيعي وعبد المحسن الخيال وآخرون في ظل رعايه كريمه من الأمير ماجد بن عبد العزيز ثم من بعده الأمير عبد المجيد بن عبد العزيز وحاليا الأمير خالد الفيصل. بالأضافة إلى رئاستة إدارة المكتب التعاوني للدعوه والأرشاد.
كرمته عدد من المؤسسات والجمعيات والمنظمات الإسلامية بالأوسمة والدروع والشهادات الفخرية. ثم كرمة رئيس الباكستان الأسبق محمد ضياء الحق بشهادة تقديريه. كما كرمته وزارة الصناعة والتجارة العمانية ممثله في وزيرها الأستاذ محمد الغزالي الذي استضافه في السلطنة. وقد تبنت السلطنة برعاية كريمة من السلطان قابوس مشروعا مماثلا لمشروع مساعدة الشباب على الزواج ابان الزيارة. وتوج هذه التكريمات عبد العزيز بن باز حيث اقام له حفلا تكريميا في منزلة الكائن بمكة المكرمة في 30- 6 - 1409 للهجرة. القى فيه الدكتور ناصر الزهراني قصيدته الشهيرة في سعيد الدعجاني وذكر مناقبه واعماله كما كان للوزير ورئيس مجلس الشورى الأسبق الدكتور صالح بن حميد كلمة عدد فيها فضائله وأعتز بذكريات مرافته لوالده العلامة عبد الله بن حميد. وكان لتكريمه من قبل المؤسسات والجمعيات العالمية في الهند والباكستان وفي عدد من الدول في العالم لما قدمة من اسهامات علميه ومعنويه وماديه منها بناء عشرات الكليات العلمية والمساجد ومراكز تحفيظ القرآن.

## دعوته
عرف بشدتة في العمل ولين جانبة في الدعوة إلى الله. ذ كر في باب الفكر الإسلامي لجريدة الندوة العدد 9123 أن أسلوبه في الدعوة هو الرفق واللين في كل شيء. وذكر (انه يجب أن يكون هم الداعية هداية المدعو لا إقامة الحجة علية فقط). وكان أسلوبه الدعوي اللين وتواضعه الجم وبساطته في الهيئة والكلام من أسباب حب الناس له وبخاصة الشباب منهم. فكان الشباب جل مرتادي دروسه ومحاظراته في تفسير ابن كثير وسبل السلام والتي امتد بعضها في مساجد المملكة لأكثر من خمسين عام. وكان يخطب ارتجالا بصوت صادح ومنطق واضح وقول راجح وحجة بائنة. فلا يقول الا مايعرف ولا يفتي في مالايعرف. وقد كان عافاه الله حنونا عطوفا على الفقراء والمساكين وذوي الحاجة فكان يحب مجالستهم ويتأسى بهدي المصطفى ﷺ في حبه لهم.

## مؤلفاته
رغم أن فضيلته صرف جل عمره في السفر الدعوي الا انه خط بيده عدد من المخطوطات لمئات الخطب والمحاضرات والمقالات التي لم تنشر بعد. وقد ألف كتيبا عن الربا هو وسليمان الراجحي في مطلع الثمانين هجرية ابان انطلاقة الصرافة والبنكنه في المملكة العربية السعودية. وتعاهد طلابه بالرعاية والاهتمام وكان يعطيهم من وقته الكثير لتنقيح مؤلفاتهم وتقويمها لهم وتخريج الأحاديث ومن أهم الكتب التي تعاهدها كان كتاب «الطهارة» وكتاب المواهب الربانيه من الآيات القرآنيه تأليف عبد الرحمن بن سعدي وقد اشار إلى ذلك الدكتور عمر المقبل في تقديمه للنتقيح الأخير بأنها النسخة الوحيدة التي وقعت بين يديه.
مقابلة مع قناة المجد ( صفحات من حياتي )

## وفاته
توفي صباح يوم الجمعة الموافق 20 / 12 / 1434 هـ عن عمر يناهز 97 سنة.